# Plasticidad (mecánica de sólidos)
La plasticidad es un comportamiento mecánico característico de ciertos materiales anelásticos consistente en la capacidad de deformarse permanente e irreversiblemente cuando se encuentra sometido a tensiones por encima de su rango elástico, es decir, por encima de su límite elástico.
En los metales, la plasticidad se explica en términos de desplazamientos irreversibles de dislocaciones.

## Introducción

Ejemplo típico de curva tensión-deformación para un esfuerzo uniaxial de tracción, en un metal dúctil con comportamiento elasto-plástico: el comportamiento es elástico lineal para pequeñas deformaciones (tramo recto de color azul) y presenta plasticidad a partir de cierto límite.

En los materiales elásticos, en particular en muchos metales dúctiles, un esfuerzo uniaxial de tracción pequeño lleva aparejado un comportamiento elástico. Eso significa que pequeños incrementos en la tensión de tracción comporta pequeños incrementos en la deformación, si la carga se vuelve cero de nuevo el cuerpo recupera exactamente su forma original, es decir, se tiene una deformación completamente reversible. Sin embargo, se ha comprobado experimentalmente que existe un límite, llamado límite elástico, tal que si cierta función homogénea de las tensiones supera dicho límite entonces al desaparecer la carga quedan deformaciones remanentes y el cuerpo no vuelve exactamente a su forma. Es decir, aparecen deformaciones no reversibles.
Este tipo de comportamiento elasto-plástico descrito más arriba es el que se encuentra en la mayoría de metales conocidos, y también en muchos otros materiales. El comportamiento perfectamente plástico es algo menos frecuente, e implica la aparición de deformaciones irreversibles por pequeña que sea la tensión, la arcilla de modelar y la plastilina se aproximan mucho a un comportamiento perfectamente plástico. Otros materiales además presentan plasticidad con endurecimiento y necesitan esfuerzos progresivamente más grandes para aumentar su deformación plástica total. E incluso los comportamientos anteriores pueden ir acompañados de efectos viscosos, que hacen que las tensiones sean mayores en casos de velocidades de deformación altas, dicho comportamiento se conoce con el nombre de visco-plasticidad.
La plasticidad de los materiales está relacionada con cambios irreversibles en esos materiales. A diferencia del comportamiento elástico que es termodinámicamente reversible, un cuerpo que se deforma plásticamente experimenta cambios de entropía, como desplazamientos de las dislocaciones. En el comportamiento plástico parte de la energía mecánica se disipa internamente, en lugar de transformarse en energía potencial elástica.
Microscópicamente, en la escala de la red cristalina de los metales, la plasticidad es una consecuencia de la existencia de ciertas imperfecciones en la red llamadas dislocaciones. En 1934, Egon Orowan, Michael Polanyi y Geoffrey Ingram Taylor, más o menos simultáneamente llegaron a la conclusión de que la deformación plástica de materiales dúctiles podía ser explicada en términos de la teoría de dislocaciones. Para describir la plasticidad usualmente se usa un conjunto de ecuaciones diferenciales no lineales y dependientes del tiempo que describen los cambios en las componentes del tensor deformación y el tensor tensión con respecto al estado de deformación-tensión previo y el incremento de deformación en cada instante.

### Historia de la plasticidad
La base de la moderna teoría de la plasticidad fue asentada en el siglo XIX con los trabajos de Tresca, Saint-Venant, Lévy y Bauschinger. A principios del siglo XX se hicieron algunos avances en la comprensión del fenómeno por parte de Prandtl, Von Mises y A. Reuss. En esta primera fase se introdujo el concepto de deformación irreversible, criterios de fallo, endurecimiento y plasticidad perfecta, además de la forma incremental de las ecuaciones constitutivas de la deformación plástica.
Justo después de la Segunda Guerra Mundial aparecieron los trabajos de Prager, Drucker y Hill en los que se logró una mayor claridad de la formulación y se estableció la convexidad de las superficies de fluencia. Poco después, a partir de 1960, se produjeron ciertos avances matemáticos en la teoría de ecuaciones en derivadas parciales y las desigualdades variacionales que resultarían ser particularmente provechosos para la teoría de la plasticidad. Esos avances probaron que el marco natural para resolver los problemas de valor inicial en sólidos elastoplásticos eran las desigualdades variacionales. La confluencia de ciertos avances en el terreno de la mecánica de sólidos y las matemáticas dieron lugar a nuevos desarrollos teóricos, de los cuales son un ejemplo los artículos de Moreau, las monografías de Duvaut y J.L. Lions y Temam.

### Modelos de plasticidad
En general un modelo de plasticidad requiere definir varios elementos:
- En primer lugar, en el espacio de tensiones principales se requiere definir la llamada región de tensiones admisibles, que será un conjunto cerrado (y posiblemente compacto) de dicho espacio de tensiones. La frontera de dicho conjunto usualmente se denomina superficie de fluencia.
- Para puntos del sólido cuyas tensiones principales estén contenidas en el interior de la región de tensiones admisibles el comportamiento es elástico. Sin embargo, para puntos de la superficie de fluencia es necesario definir una "regla de flujo" que explicita cómo aumentarán la deformación plástica en función de la tasa de aumento de la tensión y otros parámetros internos si se aumenta la solicitación sobre un material que ha alcanzado su límite de fluencia.
- Los modelos de plasticidad imperfecta requerirán la definición de un conjunto de variables internas que den cuenta del endurecimiento y del desplazamiento de la región de tensiones admisibles a lo largo del tiempo en función de las tasas de aumento de las otras variables.

La existencia de variables internas ---como el grado de plastificación (deformación plástica), el endurecimiento y otras--- hace que la relación entre tensiones y deformaciones sea más compleja que en el caso elástico, en particular, dado un nivel de deformación elástica las tensiones no pueden conocerse a menos que se conozca cómo han variado las variables internas. El hecho de tener en cuenta cómo varían las variables internas hace que un problema elastoplástico en general sólo pueda ser unívocamente resuelto como problema dinámico resolviendo simultáneamente las ecuaciones del siguiente sistema:

{\displaystyle {\begin{cases}{\boldsymbol {\sigma }}(\mathbf {x,t} )=T({\boldsymbol {\varepsilon }}(\mathbf {x,t} ),{\boldsymbol {\xi }}(\mathbf {x,t} ),\mathbf {x} )\\{\boldsymbol {\nabla }}{\boldsymbol {\sigma }}=\mathbf {f} (\mathbf {x,t} )\\{\dot {\boldsymbol {\xi }}}={\boldsymbol {\Phi }}({\boldsymbol {\varepsilon }}(\mathbf {x,t} ),{\boldsymbol {\xi }}(\mathbf {x,t} ),{\dot {\boldsymbol {\varepsilon }}}(\mathbf {x,t} ),\mathbf {x} ),\end{cases}}}

donde la primera relación expresa la ecuación constitutiva entre la tensión mecánica ({\displaystyle \scriptstyle {\boldsymbol {\sigma }}}), la deformación ({\displaystyle \scriptstyle {\boldsymbol {\varepsilon }}}), las variables internas ({\displaystyle \scriptstyle {\boldsymbol {\xi }}}), para cada punto del sólido. La segunda relación es la ecuación en derivadas parciales que recoge el equilibrio de fuerzas entre las tensiones internas y las fuerzas aplicadas ({\displaystyle \scriptstyle \mathbf {f} }) y la última es la ecuación diferencial ordinaria que da la regla de flujo que expresa cómo aumentan las variables internas (en particular la deformación plástica) con el tiempo una vez el material alcanza un estado de tensiones donde aparece fluencia.

### Descomposición de la deformación
La descripción de un material plástico requiere tanto de variables que describan la deformación total, como variables internas {\displaystyle \xi _{k}} que describan los cambios irreversibles que tienen lugar en el interior del material. Estas variables intervienen además en las relaciones de disipación del material. Las consideraciones termodinámicas llevan a que la energía libre de Gibbs g [por unidad de volumen] esté relacionada con la energía libre de Helmholtz f, las tensiones y las deformaciones mediante la relación:

{\displaystyle g(\sigma _{ij},\xi _{k})=\left(\sum _{i,j}\sigma _{ij}\varepsilon _{ij}\right)-f(\sigma _{ij},\xi _{k}),\qquad \varepsilon _{ij}={\frac {\partial g}{\partial \sigma _{ij}}}}

Donde:
{\displaystyle g,f\,} energía libre de Gibbs y energía libre de Helmhotz por unidad de volumen,
{\displaystyle \sigma _{ij}\,} son las componentes del tensor de tensiones,
{\displaystyle \varepsilon _{ij}\,} son las componentes del tensor deformación y
{\displaystyle \xi _{k}\,} son un conjunto de variables internas relacionadas con los cambios irreversibles en el material
La relación anterior implica:

(*){\displaystyle {\dot {\varepsilon _{ij}}}={\frac {\partial \varepsilon _{ij}}{\partial \sigma _{mn}}}{\dot {\sigma }}_{mn}+{\frac {\partial \varepsilon _{ij}}{\partial \xi _{k}}}{\dot {\xi }}_{k}=\mathbf {A} :{\boldsymbol {\dot {\sigma }}}+\mathbf {B} \cdot {\boldsymbol {\dot {\xi }}}}

Experimentalmente se conoce que el tensor de complianza {\displaystyle \mathbf {A} } no parece verse afectado por los procesos irreversibles de deformación plástica, lo que a su vez implicará:

{\displaystyle 0={\frac {\partial }{\partial \xi _{k}}}{\frac {\partial \varepsilon _{ij}}{\partial \sigma _{mn}}}={\frac {\partial }{\partial \sigma _{mn}}}{\frac {\partial \varepsilon _{ij}}{\partial \xi _{k}}}={\frac {\partial \mathbf {B} }{\partial {\boldsymbol {\sigma }}}}}

Y en ese caso existe una descomposición aditiva de la deformación, en deformación elástica y deformación plástica, porque bajo la hipótesis de independencia de {\displaystyle \mathbf {A} } de la deformación plástica, (*) puede ser integrada en la forma:

{\displaystyle \varepsilon _{ij}=\varepsilon _{ij}^{e}({\boldsymbol {\sigma }})+\varepsilon _{ij}^{p}({\boldsymbol {\xi }})}

Por otra parte la ley de flujo está limitada por una desigualdad asociada a la disipación plástica de la energía. Esta desigualdad se deriva de la segunda ley de la termodinámica en la forma de Clausius-Duhem:

{\displaystyle {\dot {f}}+s{\dot {T}}-{\boldsymbol {\sigma }}:{\dot {\boldsymbol {\varepsilon }}}+{\frac {\mathbf {q} }{T}}\cdot {\boldsymbol {\nabla }}T\leq 0}

Donde:
{\displaystyle f,s\,} son la energía libre de Helmholtz y la entropía por unidad de volumen.
{\displaystyle T,\mathbf {q} } son la temperatura y el flujo de calor a través de la superficie.

## Ecuaciones constitutivas de plasticidad
La ley de Hooke usada para materiales elásticos reversibles y lineales es una ecuación constitutiva en que las tensiones se describen como el producto de componentes tensoriales del tensor de constantes elásticas por las componentes del tensor deformación. En dicha ley las tensiones son combinaciones lineales de las deformaciones, y no existe disipación de energía y por tanto irreversibilidad. Por esas razones no pueden describir la plasticidad. De hecho, la descripción matemática de la plasticidad debe incluir tanto la irreversibilidad o disipación de energía como la no linealidad de las expresiones que relacionan tensiones y deformaciones. Existe un buen número de modelos matemáticos de plasticidad con estas características. En todos los modelos de plasticidad la relación entre tensiones y deformaciones es del tipo:

(1){\displaystyle \sigma _{ij}=C_{ijkl}(\varepsilon _{kl}-\varepsilon _{kl}^{p})}

Donde en la ecuación anterior y en las siguientes se usa el convenio de sumación de Einstein sobre índices repetidos, y donde además:
{\displaystyle C_{ijkl}\,}, son las componentes del tensor de constantes elásticas del material.
{\displaystyle \varepsilon _{ij}\,}, son las componentes del tensor deformación.
{\displaystyle \varepsilon _{ij}^{p}\,}, son las componentes de la deformación plástica.
La diferencia básica entre los diversos modelos de plasticidad es la superficie de fluencia y por tanto la manera en que se computan las deformaciones plásticas, además de las posibles variaciones en la componente viscoplástica. De hecho, un modelo de plasticidad además de la ecuación (1) necesita especificar dos relaciones más:
- Especificación de la superficie de fluencia, que relaciona la tensión de fluencia {\displaystyle \sigma _{y}\,} con el estado de tensión y de deformación plástica:

(2){\displaystyle \phi (\sigma _{ij},\varepsilon _{ij}^{p})=\sigma _{y}-f_{2}(\sigma _{ij},\varepsilon _{ij}^{p})}

- La ley de flujo plástico:

(3){\displaystyle {\dot {\varepsilon }}_{ij}^{p}={\begin{cases}f_{ij}(\sigma _{ij},\varepsilon _{ij}^{p})({\dot {f}}_{2}-{\dot {\sigma }}_{y})&\phi =0\\0&\phi <0\ \end{cases}},\qquad f_{ij}={\frac {\partial g_{p}}{\partial \sigma _{ij}}}}

Donde
{\displaystyle {\dot {\varepsilon }}_{ij}^{p}}, representan la velocidad de deformación plástica.
{\displaystyle {\dot {\sigma }}_{y}}, la derivada respecto al tiempo de la tensión de fluencia.
{\displaystyle f_{ij}(\cdot )}, un conjunto de funciones prescritas dependientes del modelo que explicitan como crecen las deformaciones plásticas.
Si se derivan las ecuaciones (1) y (2) respecto al tiempo y se añade la ecuación (3) se tiene un sistema de tres ecuaciones diferenciales ordinarias respecto al tiempo, que junto con las correspondientes ecuaciones de contorno describiendo las cargas, los valores iniciales y otras restricciones forman un problema elastoplástico cuya solución es única en el caso lineal. En el caso no lineal no considerado aquí no se ha demostrado la unicidad.

### Modelo de plasticidadJ2
Este es un modelo elasto-plástico isótropo sin vicosidad ni endurecimiento y es uno de los modelos elasto-plásticos más sencillos. La tensión en cada instante viene dada por una tensión puramente elástica independiente de la velocidad de deformación:

(1a){\displaystyle \sigma _{ij}=C_{ijkl}(\varepsilon _{kl}-\varepsilon _{kl}^{p})\,}

Donde la superficie de fluencia y la zona plástica vienen dadas por el segundo invariante o invariante cuadrático del tensor desviador.

(2a){\displaystyle \phi (\sigma _{ij})={\sqrt {J_{2}(\sigma _{ij})}}-{\frac {\sigma _{y}}{\sqrt {3}}}\leq 0,\qquad J_{2}={\frac {{\bar {\sigma }}_{ij}{\bar {\sigma }}_{ij}}{2}},\qquad {\bar {\sigma }}_{ij}=\left(\sigma _{ij}-{\frac {1}{3}}\sigma _{kk}\delta _{ij}\right)}

En las ecuaciones anteriores y en lo que se sigue se emplea el convenio de sumación de Einstein respecto a los índices repetidos. Las ecuaciones básicas adicionales de la evolución temporal del límite de fluencia y la deformación elástica son:

(2b){\displaystyle {\dot {\varepsilon }}_{ij}^{p}=\gamma {\frac {\partial \phi }{\partial {\boldsymbol {\sigma }}}}=\gamma {\frac {{\bar {\sigma }}_{ij}}{\sqrt {{\bar {\sigma }}_{kl}{\bar {\sigma }}_{kl}}}}=\langle {\bar {\sigma }}_{kl}{\dot {\varepsilon }}_{kl}\rangle {\frac {{\bar {\sigma }}_{ij}}{{\bar {\sigma }}_{kl}{\bar {\sigma }}_{kl}}}}

La función {\displaystyle \langle \cdot \rangle } es la función rampa. Esta última expresión indica que el tensor de deformación plástica es proporcional al tensor de tensiones desviador.

### Modelo elastoplástico hidrodinámico
Este modelo atribuye un comportamiento elástico al material por debajo de límite de fluencia y atribuye aumentos de la deformación plástica por encima de él. La velocidad de deformación no juega ningún papel dentro de él. Las relaciones entre tensión y deformación son de la forma:

(1b){\displaystyle \sigma _{ij}=C_{ijkl}(\varepsilon _{kl}-\varepsilon _{kl}^{p}),\qquad {\mbox{o}}\quad {\dot {\sigma }}_{ij}=C_{ijkl}({\dot {\varepsilon }}_{kl}-{\dot {\varepsilon }}_{kl}^{p})+\sigma _{ik}\omega _{kj}+\sigma _{jk}\omega _{ki}}

Donde las {\displaystyle \omega _{kj}} se usan para calcular la tasa objetiva de cambio de Jaumann y donde la superficie de fluencia y la zona donde se producen deformaciones plástica es la misma que en el modelo de plasticidad J2, lo cual significará que existirá aumento de la deformación plástica siempre y cuando:

(2c){\displaystyle \phi (\sigma _{ij})={\frac {{\bar {\sigma }}_{ij}{\bar {\sigma }}_{ij}}{2}}-{\frac {\sigma _{y}^{2}}{3}}\leq 0,\qquad {\bar {\sigma }}_{ij}=\left(\sigma _{ij}-{\frac {1}{3}}\sigma _{kk}\delta _{ij}\right)}

(2d){\displaystyle {\hat {\sigma }}_{ij}={\bar {\sigma }}_{ij}+{\bar {\sigma }}_{ik}\omega _{kj}+{\bar {\sigma }}_{jk}\omega _{ki},\qquad {\hat {\sigma }}={\frac {3}{2}}{\hat {\sigma }}_{ij}{\hat {\sigma }}_{ij}}

Las ecuaciones adicionales de la evolución temporal del límite de fluencia y la deformación plástica son:

(2e){\displaystyle {\begin{cases}{\dot {\varepsilon }}_{ij}^{p}={\cfrac {1}{2G}}\left(-{\cfrac {{\dot {\sigma }}_{y}{\hat {\sigma }}}{\sigma _{y}^{2}}}+{\cfrac {\dot {\hat {\sigma }}}{\sigma _{y}}}\right){\bar {\sigma }}_{ij}\\{\dot {\varepsilon }}^{p}=\left({\frac {2}{3}}\varepsilon _{ij}\varepsilon _{ij}\right)^{\frac {1}{2}}&\varepsilon ^{p}(0)=0\\{\dot {\sigma }}_{y}=E_{p}{\dot {\varepsilon }}_{p}&\sigma _{y}(0)=0\end{cases}}}

Donde el instante inicial se ha tomado antes de que apareciera plastificación.

### Modelo visco-elastoplástico de Krieg-Key
Este modelo es un modelo elasto-plástico con endurecimiento cinemático, una vez pasado el punto de fluencia del material. La relación entre tensiones y deformaciones viene dada por una contribución elástica más una contribución plástica. 
En el caso isotrópico la superficie de fluencia se toma como el lugar geométrico:

(2f){\displaystyle \phi ={\frac {\sigma _{y}}{3}}-{\frac {{\bar {\sigma }}_{ij}-\alpha _{ij}}{2}}=0,\qquad \sigma _{y}=\left[1+\left({\frac {{\dot {\varepsilon }}_{ij}{\dot {\varepsilon }}_{ij}}{C^{2}}}\right)^{\frac {1}{2p}}\right](\sigma _{0}+\beta E_{p}\varepsilon _{eff}^{p})}

Donde:
{\displaystyle \sigma _{y}\,} recibe el nombre de tensión de fluencia.
{\displaystyle \sigma _{0}\,}, es un parámetro que define la superficie de fluencia, cuando las tensiones caen fuera de la superficie de fluencia se acumula más deformación plástica.
{\displaystyle {\bar {\sigma }}_{ij}=\sigma _{ij}-(\sigma _{kk}/3)\delta _{ij}\,}, son las componentes de la parte desviadora del tensor tensión.
{\displaystyle \alpha _{ij}\,} es la velocidad de deformación co-rotacional que puede obtenerse a partir de la derivada temporal del tensor deformación mediante:

{\displaystyle {\dot {\alpha }}_{ij}={\frac {2}{3}}(1-\beta )E_{p}{\dot {\varepsilon }}_{ij}^{p}+\alpha _{ik}\omega _{kj}+\alpha _{jk}\omega _{ki},\qquad \varepsilon _{eff}^{p}=\int _{0}^{t}\left({\frac {2}{3}}{\dot {\varepsilon }}_{ij}^{p}{\dot {\varepsilon }}_{ij}^{p}\right)^{\frac {1}{2}}\ dt,\qquad \omega _{ij}={\frac {1}{2}}\left({\frac {\partial u_{i}}{\partial x_{j}}}-{\frac {\partial u_{j}}{\partial x_{i}}}\right)}

La versión isótropa de este modelo contiene 7 constantes del material: dos constantes elásticas {\displaystyle E,\nu \,}, dos parámetros de plasticidad {\displaystyle E_{p},\sigma _{0}\,}, dos parámetros de viscoelásticos {\displaystyle C,p\,} y el parámetro de endurecimiento {\displaystyle \beta \,}.

### Modelo de plasticidadJ2con endurecimiento
Este es un modelo elasto-plástico isótropo sin viscosidad que generaliza el modelo J2 sin endurecimiento. En este modelo, las ecuaciones de evolución del tensor de deformación plástica se substituyen por otras más complicadas y se añaden las siguientes variables internas {\displaystyle {\boldsymbol {\xi }}=(\alpha ,\beta _{ij})}. La deformación plástica evoluciona según la ecuación:

(2g){\displaystyle {\dot {\varepsilon }}_{ij}^{p}=\gamma {\frac {{\hat {\sigma }}_{ij}}{\sqrt {{\hat {\sigma }}_{kl}{\hat {\sigma }}_{kl}}}}={\sqrt {\frac {2}{3}}}{\dot {\alpha }}{\frac {{\hat {\sigma }}_{ij}}{\sqrt {{\hat {\sigma }}_{kl}{\hat {\sigma }}_{kl}}}},\qquad \phi (\sigma _{ij},\alpha )={\sqrt {{\bar {\sigma }}_{ij}{\bar {\sigma }}_{ij}}}-{\sqrt {\frac {2}{3}}}K(\alpha )\leq 0}

Donde:
{\displaystyle {\hat {\sigma }}_{ij}={\bar {\sigma }}_{ij}-\beta _{ij}}, es el tensor de tensiones desviador corregido.
{\displaystyle {\bar {\sigma }}_{ij}={\sigma }_{ij}-(\sigma _{kk}\delta _{ij})/3}, es el tensor de tensiones desviador.
{\displaystyle \sigma _{y}=K(\alpha )\,}, es una función escalar que regula el endurecimiento.
Mientras que las ecuaciones de evolución de las variables internas viene dada por:

{\displaystyle {\dot {\beta }}_{ij}={\frac {2\gamma }{3}}H(\alpha ){\frac {{\hat {\sigma }}_{ij}}{\sqrt {{\hat {\sigma }}_{kl}{\hat {\sigma }}_{kl}}}}={\sqrt {\frac {2}{3}}}H(\alpha ){\dot {\alpha }}{\frac {{\hat {\sigma }}_{ij}}{\sqrt {{\hat {\sigma }}_{kl}{\hat {\sigma }}_{kl}}}}}
{\displaystyle {\dot {\alpha }}=\left({\frac {\langle {\hat {\sigma }}_{kl}{\dot {\varepsilon }}_{kl}\rangle }{1+{\frac {H(\alpha )+K(\alpha )}{3\mu }}}}\right){\sqrt {\frac {2}{3}}}}

## Plasticidad en los metales
En los metales, la plasticidad frecuentemente aparece relacionada con el desplazamiento de dislocaciones en el interior del material. Los metales usualmente están formados por cristales con planos razonablemente bien alineados dentro de cada cristal, aunque siempre existen algunas dislocaciones y planos atómicos incompletos. A partir de un cierto valor de la tensión esas dislocaciones sufren desplazamientos, que constituyen transformaciones irreversibles que absorben energía y cuyas deformaciones asociadas no se recuperan cuando desaparece el esfuerzo.

### Cálculo plástico en estructura metálica
El cálculo plástico se refiere al cálculo de esfuerzos, tensiones y deformaciones en ingeniería estructural de elementos que tienen un comportamiento plástico. A diferencia de los mecanismos que deben operar de manera reversible, las estructuras estáticas pueden ser proyectadas para trabajar por encima del dominio elástico, lográndose con ello un aprovechamiento más completo de su capacidad resistente. Esto se debe a que, una vez rebasado el dominio elástico de reversibilidad, algunos materiales de construcción siguen teniendo capacidad para resistir esfuerzos mayores, por endurecimiento cinemático, aún a costa de sufrir transformaciones internas irreversibles.
En estructura metálica el cálculo plástico consiste básicamente en identificar los puntos de aparición de rótulas plásticas o regiones de plastificación que, una vez completamente plastificadas, se convierten en articulaciones, llamadas "rótulas de plastificación". Para encontrar para qué valor de la carga se forma una rótula plástica se representa la estructura por una estructura elástica lineal donde todas las rótulas de plastificación ya formadas se han sustituido por articulaciones. La aparición de rótulas de plastificación reduce el grado de hiperestaticidad ampliando el número de grados de libertad. Cuando aparece el suficiente número de rótulas plásticas la estructura se convierte en un mecanismo, y la configuración del mismo da el mecanismo de colapso de la estructura. El cálculo plástico es especialmente útil en estructuras hiperestáticas con condiciones de enlaces redundantes. El cálculo plástico incluye la identificación de los modos de colapso por formación de rótulas plásticas, y la carga necesaria para la plastificación de todas las rótulas. La carga última plástica es el valor a partir del cual la estructura queda convertida en mecanismo por plastificación de la última rótula.
En una estructura con una única carga aplicada cuasiestáticamente la primera rótula de plastificación se habrá acabado de formar cuando el momento máximo iguale el momento plástico. Para calcularlo se considera una carga arbitraria de ensayo {\displaystyle \scriptstyle {\tilde {P}}} aplicada en el mismo punto que la carga original y se calculan los momentos flectores en todos los puntos en función de dicha carga {\displaystyle \scriptstyle {\tilde {M}}_{1}(x,{\tilde {P}})}, entonces la carga de formación de la primera rótula PR,1se calcula simplemente como:

{\displaystyle P_{R,1}={\tilde {P}}{\frac {M_{p}}{\max _{x}{\tilde {M}}_{1}(x,{\tilde {P}})}}={\tilde {P}}{\frac {W_{p}\sigma _{p}}{{\tilde {M}}_{max}(x,{\tilde {P}})}}}

Donde:
{\displaystyle M_{p},W_{p},\sigma _{p}\,}, son respectivamente el momento plástico, el momento resistente plástico y la tensión de fluencia.
Una vez identificada la primera rótula, se prosigue calculando una estructura como la original pero en la que el punto de formación de la rótula de plastificación se ha sustituido por una articulación, se considera una nueva carga de ensayo, se ve en qué otro punto se da ahora el momento máximo y se determina que carga se necesita para que el nuevo punto, teniendo en cuenta el momento flector total que ya tenía en la fase anterior, para que el momento iguale al momento plástico:

{\displaystyle P_{R,i+1}={\tilde {P}}{\frac {\Delta M_{i+1}}{\max _{x}{\tilde {M}}_{i+1}(x,{\tilde {P}})}}={\frac {\tilde {P}}{{\tilde {M}}_{max}(x,{\tilde {P}})}}\left(M_{p}-\sum _{j=0}^{i}{\tilde {M}}_{j}(x_{R,i+1},P_{R,j})\right)}

El procedimiento anterior es generalizable al caso de varias cargas P1, ...,Pn que se incrementan cuasiestáticamente de manera uniparamétrica Pi = Pi(λ). En el caso más general en que cada carga varía independientemente, el estado final dependerá de qué cargas aumenten más rápidamente por lo que la resistencia última en régimen plástico sólo puede determinarse si se especifica la variación de todas las cargas en el tiempo: Pi = Pi(t).

### Cálculo plástico en hormigón armado
También en el cálculo de estructuras de hormigón armado se admite que las barras de acero sometidas a tracción adquieran deformaciones plásticas, ya que el acero tiene un comportamiento plástico con endurecimiento, y al rebasar su límite elástico se endurece pudiendo soportar mayores tensiones que antes de adquirir deformaciones plásticas. Este endurecimiento o aumento de la capacidad resistente del acero en tracción permite economizar, y construir estructuras con una menor cantidad de acero.

## Plasticidad de los suelos
En el caso de algunos terrenos húmedos, la plasticidad es la propiedad que les permite ser moldeados aplicándoles fuerzas externas, y mantener las formas adquiridas, aun cuando la humedad y las fuerzas externas desaparezcan. Según Atterberg se pueden definir dos límites de plasticidad, el máximo y el mínimo. Con porcentaje de humedad por encima del límite máximo de plasticidad, la masa terrosa adquiere fluidez y pierde su capacidad de mantener la forma, y si el terreno tiene un porcentaje de humedad por debajo del límite mínimo de plasticidad, la masa terrosa se vuelve quebradiza, y no se puede moldear. Es evidente que no todos los suelos tienen la misma plasticidad; las arenas y los limos tienen una plasticidad baja o muy baja, mientras que suelos con alto contenido de arcillas tienen una plasticidad mayor. En línea general puede afirmarse que terrenos con un contenido de arcilla inferior al 15% no son plásticos.
Para cada uno de los límites de plasticidad, el máximo y el mínimo, corresponde, en función del terreno, un porcentaje de humedad, la diferencia entre los dos porcentajes de humedad límites de llama número o índice de plasticidad. Tanto los límites de plasticidad como también el correspondiente número de plasticidad o índice de plasticidad varían, obviamente de terreno a terreno, en función principalmente de la textura y más precisamente del contenido de coloides inorgánicos.
Otro factor importante que influencia la plasticidad es el tipo de cationes disponibles. Generalmente el ion K+ disminuye los dos límites de plasticidad y el índice de plasticidad, mientras que el ion Na+ disminuye los límites de plasticidad, pero aumenta el índice de plasticidad; los cationes Mg++ y Ca++ aumentan la plasticidad, pero los terrenos saturados con ellos requieren una cantidad elevada de agua para alcanzar el estado de plasticidad, al contrario de los saturados con cationes de K+.
El efecto de hidratación y de dispersión del Na+ determinan una plasticidad de los suelos saturados con este catión mayor de la que alcanzan los terrenos saturados con cationes bivalentes.
Generalmente, la influencia de los diversos cationes sobre la plasticidad varía con la calidad y la naturaleza de la arcilla.
La materia orgánica contenida en el suelo también tiene un efecto importante en la plasticidad de los suelos. En general los estratos superiores del suelo tienen una plasticidad mayor que los estratos más profundos. Esto puede atribuirse a la mayor presencia de material orgánico en las capas superiores del terreno.